# Kazay Endre
Kazay Endre (Nagybánya, 1876. november 10. – Vértesacsa, 1923. április 20.) gyógyszerész, szakíró.

## Életrajza
1894-től volt gyógyszerészgyakornok Nagybányán. Már ekkor behatóan foglalkozott a természettudományok legkülönbözőbb ágaival. Négykötetes Gyógyszerészi lexikont szerkesztett és adott ki (Nagybánya, 1900). 1897-ben gyógyszerészgyakornoki vizsgát tett Kolozsvárott, majd a budapesti tudományegyetemen 1903-ban gyógyszerészi oklevelet szerzett. 1903-tól 1908-ig az ógyallai patikát vezette. Ez időben egy refraktométert és polarimétert szerkesztett. 
1908-10-ben Nagyszalontán patikatulajdonos. 1910-től 1915-ig Budapesten a Galenus Gyógyszervegyészeti Gyár üzemvezetője. Mint a vegytan előadója a budapesti Drogista Szakiskolában működött (1912-1915), a Gyógyszerészi Hetilap főmunkatársa.
1915-ben bérbe vette a vaskohi (Bihar vármegye) patikát, majd 1918-tól Vértesacsán mint tulajdonos működött haláláig. 1919-ben az Egészségügyi Népbiztosság a Fejér vármegyei gyógyszertárak vizsgáló-felügyelőjévé nevezte ki. Több előadást tartott a Magyarországi Gyógyszerész Egyesület tudományos összejövetelein.
Kémiával, csillagászattal, meteorológiával, zeneesztétikával, irodalommal, fizikai eszközök szerkesztésével, címertannal, antropológiával, geológiával, pirotechnikával is foglalkozó polihisztor volt. Cikkei jelentek meg a Gyógyszerészeti Hetilapban, a Gyógyszerészi Közlönyben, a Magyar Chemiai Folyóiratban, az Időjárásban, a Természettudományi Közleményekben.

## Főbb művei
- Gyógyszerészi lexicon. Az összes gyógyszerészeti tudományok encyclopediája, 1-4.; összeáll. Kazay Endre; Molnár Mihály, Nagybánya, 1900 (hasonmásban 2000)
- Az organikus chemia alapfogalmai; 2. jav. kiad.; Nánásy Ny., Nagybánya, 1908
- Képek a Kazay lexiconhoz. Válogatás Kazay Endre Gyógyszerészi lexicon c. művéből; szerk. Szarvasházi Judit; Galenus, Budapest, 2006